# Колос (Карапиші)
Футбольний клуб «Колос» — український футбольний клуб з села Карапишів Миронівського району Київської області.

## Всі сезони в незалежній Україні
| Сезон   | Чемпіонат | Чемпіонат | Чемпіонат | Чемпіонат | Чемпіонат | Чемпіонат | Чемпіонат | Чемпіонат | Кубок        | Кубок | Кубок | Кубок | Кубок | Кубок | Кубок | Примітка |
| Сезон   | Ліга      | Місце     | І         | В         | Н         | П         | М         | О         | Етап         | І     | В     | Н     | П     | М     | О     | Примітка |
| ------- | --------- | --------- | --------- | --------- | --------- | --------- | --------- | --------- | ------------ | ----- | ----- | ----- | ----- | ----- | ----- | -------- |
| 1994/95 | —         | —         | —         | —         | —         | —         | —         | —         | 1/128 фіналу | 1     | 0     | 0     | 1     | 1−2   | 0     |          |
| 1995/96 | —         | —         | —         | —         | —         | —         | —         | —         | 1/32 фіналу  | 3     | 1     | 1     | 1     | 3−8   | 3     |          |
| Всього  | —         | —         | —         | —         | —         | —         | —         | —         | >1 сезон     | 4     | 1     | 1     | 2     | 4−10  | 3     |          |